# Крепостная стена Сеула
Крепостная стена Сеула — серия стен из камня, дерева и других материалов, построенных для защиты города Сеула от захватчиков. Стена была впервые построена в 1396 году, чтобы защитить и показать границы города, окружающего Ханьян (старое название Сеула) династии Чосон. В то время он назывался Хансунг. Стена простирается на 18,6 км вдоль хребта четырёх внутренних гор Сеула: Бэгаксана, Наксана, Намсана и Инвангсана. В настоящее время 12-километровый участок стены обозначен как памятник архитектуры № 10 (1963 г.) и защищен соответствующим образом вместе с воротами и сигнальными огненными курганами. Северные, восточные и южные участки стен горы Намсан подверглись обширным реставрационным работам, будучи повреждёнными или полностью разрушенными во время японского императорского правления (1910—1945).

## Постройка
В 1395 году, всего через пять лет после того как король Тхэджо основал династию Чосон, король Тхэджо основал правительственное учреждение, чтобы построить замок для защиты Сеула. Он приказал Чжон До-чжону найти место и провести необходимые расчёты.
1 января 1396 года (по лунному календарю) Тхэджо Чосон провел церемонию закладки фундамента. В течение двух лет 197,4 тыс. молодых людей было призвано на стройку, и они завершили строительство замка через 98 дней после войны вдоль гор Бугаксан, Наксан, Намсан и Инвангсан. Стена содержала восемь ворот, все из которых были первоначально построены между 1396 и 1398 годами.

## Характеристика
Первоначальные стены, построенные в конце XIV века, были сделаны из круглых камней среднего размера, скрепленных грязью. Во время правления короля Седжона Великого в середине XV века были проведены масштабные работы по восстановлению стены, включая замену земляных секций стены прямоугольными каменными. Во время крупной реставрации в 1704 году, начатой ваном Сукчоном были перестроены участки стены, с использованием больших однородных каменных плит.
Восточная часть Сеула находилась на более низком уровне, чем другие, и была более подвержена внешним атакам. Из-за этого к воротам был добавлен сигнальщик с внешней стороны, чтобы усилить их защиту. Для этой цели часть стен на участке между Хёнгиндзимуном и Кванхимун была вытянута наружу в форме прямоугольника. Сигнальные огневые курганы, ещё один компонент системы обороны, были впервые установлены в 1394 году и оставались в эксплуатации до 1894 года. Сигналы, посылаемые по всей стране от одного кургана к другому с использованием дыма днем и огня ночью, получались маяком на вершине Намсана (англ. Namsan) и передавались в Королевский дворец.

## Ворота
Четверо главных ворот и четверо вспомогательных ворот были построены вокруг Сеула в конце XIV века. Четырьмя главными воротами были Тондэмун (Восточные Ворота), Donuimun (Западные Ворота), Намдэмун (Южные Ворота) и Sukjeongmun (Северные Ворота). Вспомогательные ворота были расположены в областях между четырьмя главными воротами: Souimun (на юго-западе), Changuimun (на северо-западе), Hyehwamun (на северо-востоке) и Gwanghuimun (на юго-востоке).
В настоящее время сохранились в своем первоначальном виде, либо прошли реставрационные работы: Намдэмун (Южные ворота) и Тондэмун (Восточные ворота). Они входят в список национального достояния Республики Корея под первым номером.

## Состояние
Стена, построенная за 30 лет, былa снесенa во многих частях из-за прокладки улиц и введения линий трамвая. Тем не менее, значительные участки стены остались. Наиболее хорошо сохранившийся и известный маршрут — Стена горы Букаксан, 2,3-километровая тропа, которая проходит через Сукджонгмун в Чангимун. Ранее закрытая для публики из-за её непосредственной близости к военному объекту, тропа была открыта для публики в 2006 году. С годами в этом районе мало что изменилось и не было построено много искусственных сооружений, поэтому естественная среда остается относительно нетронутой.

## Галерея
- Ночной вид с горы Наксан
- Крепостная стен Сеула зимой